# Helotrephes
Helotrephes is een geslacht van wantsen uit de familie van de Helotrephidae. Het geslacht werd voor het eerst wetenschappelijk beschreven door Carl Stål in 1860.

## Soorten
Het genus bevat de volgende soorten:

- Helotrephes affinis Zettel & J. Polhemus, 1998
- Helotrephes australis Zettel & J. Polhemus, 1998
- Helotrephes ciampori Zettel, 2000
- Helotrephes confusus Zettel, 2009
- Helotrephes flaviceps Zettel & J. Polhemus, 1998
- Helotrephes formosanus Esaki & Miyamoto, 1943
- Helotrephes globulus Zettel, 2004
- Helotrephes guizhouensis Zettel, 2004
- Helotrephes incisus Zettel & J. Polhemus, 1998
- Helotrephes javanicus Zettel & J. Polhemus, 1998
- Helotrephes jendeki Zettel, 1995
- Helotrephes kantonensis Zettel, 2004
- Helotrephes kodadai Zettel & J. Polhemus, 1998
- Helotrephes komareki Zettel, 2004
- Helotrephes laoticus Zettel, 2012
- Helotrephes major Zettel & J. Polhemus, 1998
- Helotrephes mazzoldii Zettel, 2000
- Helotrephes monticola Zettel, 2000
- Helotrephes nainamalaii Jehamalar, Chandra & Zettel, 2018
- Helotrephes nieserianus Zettel & J. Polhemus, 1998
- Helotrephes otoeis Nieser & Chen, 1999
- Helotrephes papaceki Zettel, 2001
- Helotrephes porntipae Zettel & J. Polhemus, 1998
- Helotrephes recurvatus Zettel, 2000
- Helotrephes rompinensis Kovac & Papácek, 2000
- Helotrephes sausai Zettel, 1995
- Helotrephes semiglobosus Stål, 1860
- Helotrephes senckenbergi Papáček & Kovac, 2001
- Helotrephes shepardi Zettel & J. Polhemus, 1998
- Helotrephes steiningeri Kovac & Papácek, 2000
- Helotrephes trani Zettel, 2005
- Helotrephes tuberculatus Zettel & J. Polhemus, 1998
- Helotrephes vietnamensis Zettel, 2005